# Domaine ISBN
Le Domaine ISBN est le premier élément du code ISBN-10 et le second élément du code ISBN-13 (préfixé 978 ou 979). Il indique le domaine de chalandise d'un éditeur ou la langue des livres qu'il publie.
En 2007, la transformation du code ISBN à dix caractères (ou ISBN-10) en code GTIN-13 a consisté à adjoindre, en tête du code ISBN-10 le préfixe 978 (et à recalculer la clé de contrôle). Mais cela n'a pas modifié la structure interne du code ISBN. Dès cette date, il a été envisagé une pénurie de codes pour les nouvelles publications. L'extension de l'ISBN-13 sous le nouveau préfixe 979 devrait permettre d'y remédier. La structure du code ISBN avec le préfixe 979 devrait différer de l'ancien ISBN ; toutefois rien n'a encore été publié à ce sujet, sinon les nouveaux codes de Domaine pour quelques pays (voir la section ISBN-13/979).

## ISBN-10 et ISBN-13/978
L'intégration du code ISBN dans le code GTIN-13 en 2007 a simplement consisté à adjoindre en tête des dix caractères du code ISBN-10 le préfixe 978 et à recalculer la clé de contrôle, dernier chiffre du code.
Par exemple, le code ISBN-10 :
2-7654-1005-4
devient le code ISBN-13
978-2-7654-1005-8
Seul a été ajouté en tête le code 978 et la clé de contrôle (dernier chiffre) a été recalculée.
Les ouvrages publiés un peu avant et un peu après 2007 comportent, pour compatibilité, les deux codes ISBN-10 et ISBN-13.
Cette section décrit le code de Domaine ISBN qui est identique dans les codes ISBN-10 et ISBN-13/978. Ce code est le premier élément de l'ISBN-10 et le second élément de l'ISBN-13/978, après le préfixe 978, c'est-à-dire 2 dans l'exemple précédent.

### Signification du code de Domaine ISBN
Le code de Domaine ISBN représente grossièrement la zone de chalandise d'un livre. Dans la pratique, il désigne une Agence d'enregistrement locale, c'est-à-dire l'organisme auquel un éditeur doit s'adresser pour disposer d'un code d'enregistrement, c'est-à-dire d'un code-éditeur ISBN.
En principe, plus une zone de chalandise est vaste plus le code de Domaine est court, de façon à disposer de plus de chiffres pour coder les éditeurs et les ouvrages. Cette technique a toutefois ses limites et certains pays se voient attribuer plus d'un code pour satisfaire aux besoins de codification des éditeurs et des ouvrages.
Dans la pratique, la signification de ce code est très variable. Il peut désigner :
- une langue :
  - 0 et 1 pour l'anglais ;
  - 2 pour le français ;
  - 3 pour l'allemand ;
  - 4 pour le japonais ;
- une zone géographique, par exemple :
  - 92 pour l'Union européenne (en tant qu'organisation) ;
  - 976 pour la Communauté caribéenne CARICOM ;
  - 982 pour la zone géographique Pacifique sud ;
- un pays, par exemple :
  - 7 pour la République populaire de Chine ;
  - 87 pour le Danemark ;
  - 958 pour la Colombie ;
  - 99936 pour le Bhoutan.

À l'inverse, un même pays peut disposer de plusieurs code, comme par exemple :
- l'Albanie, codes 9928, 99927, 99943 et 99946 ;
- la Mongolie, codes 9975, 99929, 99973 et 99978.

Enfin, certains codes sont devenus obsolètes comme :
- le code 5 pour l'ancienne URSS ;
- le code 80 pour l'ancienne Tchécoslovaquie.

Pour la zone francophone – code de Domaine 2 –, l'Agence d'enregistrement locale est l'AFNIL.

### Structure du code de Domaine
Le code de Domaine peut avoir de 1 à 5 chiffres selon la structure suivante :
0-5, 7
600-649
80-94
950-989
9900-9989
99900-99999

### Attribution du code de Domaine
| Code  | Domaine                                                               | Type (national, zone ou langue) | Exemple d'ISBN ((livre)) (Certains exemples sont en ISBN-10, d'autres en ISBN-13, préfixés par "978"). |
| ----- | --------------------------------------------------------------------- | ------------------------------- | --- |
| 0     | Anglais                                                               | Langue                          | (ISBN 0-330-28498-3) Douglas Adams, So long, and thanks for all the fish, Pan Books (1984) |
| 1     | Anglais                                                               | Langue                          | (ISBN 1-58182-008-9) James Reasoner, Manassas, Cumberland House (1999) |
| 2     | Français                                                              | Langue                          | (ISBN 2-226-05257-7) Bernard Werber, Les Fourmis, Albin Michel (1991) |
| 3     | Allemand                                                              | Langue                          | (ISBN 3-7965-1900-8) Marco Jorio (ed.), Historisches Lexikon der Schweiz, Schwabe AG (2002-) |
| 4     | Japonais                                                              | Langue                          | (ISBN 4-19-830127-1) Yasuhiro Nightow, トライガン (vol. 1), Tokuma Shoten (2014) |
| 5     | URSS (obsol.)                                                         | National                        | (ISBN 5-85270-001-0) Советский Энциклопедический Словарь (4th ed.), Сов. энциклопедия (1986) |
| 600   | Iran                                                                  | National                        | (ISBN 978-600-119-125-1) بهاءالدین خرمشاهی, از این دوراهه منزل, قطره (2012) |
| 601   | Kazakhstan                                                            | National                        | (ISBN 978-601-7151-13-3) Gulnaz Imamniyazova (ed.), The Stock Markets of Russia and Kazakhstan: Prospects for Integration, Eurasian Development Bank (2010)                                                                                     |
| 602   | Indonésie                                                             | National                        | (ISBN 978-602-8328-22-7) Dewi Nopianingsih, Masakan Padang, Galangpress (2009) |
| 603   | Arabie saoudite                                                       | National                        | (ISBN 978-603-500-045-1) Yusuf AI-Hajj Ahmad, Encyclopedia of Islamic Jurisprudence Concerning Muslim Women, Dar-us-Salaam (2009) |
| 604   | Vietnam                                                               | National                        | (ISBN 604-69-4510-0) Nguyễn Trà, Vì sao hồng hạc có bộ lông màu hồng?, Văn Học (2015) |
| 605   | Turquie                                                               | National                        | (ISBN 605-384-057-2) Muhammed Bozdağ, Düşün ve Başar, Yakamoz (1999) |
| 606   | Roumanie                                                              | National                        | (ISBN 978-606-8126-35-7) Leonard Ancuta, Infernul, Tracus Arte (2011) |
| 607   | Mexique                                                               | National                        | (ISBN 978-607-455-035-1) Vidal Medina, Galimatías, Consejo nacional para la cultura y las artes (2008) |
| 608   | Macédoine                                                             | National                        | (ISBN 978-608-203-023-4) Blaže Ristovski (ed.), Encyclopaedia Macedonica (vol. 1), Macedonian Academy of Sciences and Arts (2009) |
| 609   | Lituanie                                                              | National                        | (ISBN 609-01-1248-8) Jolita Herlyn, Trys mano vienynteliai, Alma LIttera (2013) |
| 611   | Thaïlande                                                             | National                        | (ISBN 611-543-009-7) ʻAtcharāphorn Phongchawī et al., หุ่นไทย, สำนักงานคณะกรรมการวัฒนธรรมแห่งชาติ (2009) |
| 612   | Pérou                                                                 | National                        | (ISBN 978-612-45165-9-7) Alonso Cueto, La Venganza del silencio, Planeta (2010) |
| 613   | Maurice                                                               | National                        | |
| 614   | Liban                                                                 | National                        | (ISBN 978-614-404-018-8) Sihām Murḍī, Ma'a sabq al-iṣrār wa-l-taraṣṣud, Mu'assasat al-Intishār al-'Arabī (2010) |
| 615   | Hongrie                                                               | National                        | (ISBN 978-615-5014-99-4) Lengyel Dávid & Kuba Richárd, Holtak világa: A jóslat, Ad Librum (2011) |
| 616   | Thaïlande                                                             | National                        | (ISBN 978-616-90393-3-4). Christopher G. Moore, The Corruptionist, Heaven Lake Press (2010) |
| 617   | Ukraine                                                               | National                        | (ISBN 978-617-581-116-0) Volodymyr Hynda, Український спорт під нацистською свастикою (1941–1944 рр.), Ruta (2012) |
| 618   | Grèce                                                                 | National                        | (ISBN 978-618-02-0789-7) Κώστας Στοφόρος, Ο χαμένος μύθος του Αισώπου, Μίνωας (2017) |
| 619   | Bulgarie                                                              | National                        | |
| 620   | Maurice                                                               | National                        | |
| 621   | Philippines                                                           | National                        | |
| 622   | Iran                                                                  | National                        | (ISBN 978-622-601-101-3) لولا م. شِفِر, سارا قربانی برزی, اعداد شگفت انگیز در زندگی جانوران (جلد نرم), فاطمی (2018) |
| 623   | Indonésie                                                             | National                        | |
| 624   | Sri Lanka                                                             | National                        | |
| 65    | Brésil                                                                | National                        | |
| 7     | Chine                                                                 | National                        | (ISBN 7-301-10299-2) 浦薛凤, 西洋近代政治思潮, 北京大学出版社(2007) |
| 80    | Tchécoslovaquie (obsol.)                                              | National                        | (ISBN 80-85983-44-3) Kdo byl kdo v našich dějinách ve 20. století (vol. 1), Libri (1998) |
| 81    | Inde                                                                  | National                        | (ISBN 81-7215-399-6) Joy Goswami (1995) |
| 82    | Norvège                                                               | National                        | (ISBN 82-530-0983-6) Pax Leksikon, Pax Forlag (1978-1981) |
| 83    | Pologne                                                               | National                        | (ISBN 83-08-01587-5) Joanna Siedlecka, Jaśnie Panicz, WL (1987) |
| 84    | Espagne                                                               | National                        | (ISBN 84-86546-08-7) Adolfo Camilo Díaz, Miénteme, dime la verdá, Azucel (1989) |
| 85    | Brésil                                                                | National                        | (ISBN 85-7531-015-1) Claudio Tognolli, A Sociedade dos Chavões, São Paulo Escrituras (2001) |
| 86    | Yougoslavie (obsol.)                                                  | National                        | (ISBN 86-341-0846-5) Janko Prunk, Slovenski narodni vzpon, Državna založba Slovenije (1992) |
| 87    | Danemark                                                              | National                        | (ISBN 87-595-2277-1) Leif Davidsen, Den serbiske dansker, Lindhardt & Ringhof (1996) |
| 88    | Italie                                                                | National                        | (ISBN 88-04-47328-2) Sandrone Dazieri, Attenti al gorilla, Mondadori (1999) |
| 89    | République de Corée                                                   | National                        | |
| 90    | Pays-Bas                                                              | National                        | (ISBN 90-5691-187-2) Jan Timman, On the Attack, New in Chess (2006) |
| 91    | Suède                                                                 | National                        | (ISBN 91-1-811692-2) Torgny Lindgren, Ormens väg på hälleberget, P.A. Norstedt (1982) |
| 92    | Publications non gouvernementales internationales et Union européenne | Zone                            | (ISBN 92-67-10370-9) ISO Standards Handbook: Technical drawings (4th ed., vol. 1), ISO (2002) |
| 93    | Inde                                                                  | National                        | (ISBN 93-5025-214-7) Purkait SK, Essentials of Oral Pathology, JP Medical Ltd (2011) |
| 94    | Pays-Bas                                                              | National                        | |
| 950   | Argentine                                                             | National                        | (ISBN 950-04-0442-7) Abelardo Castillo, El que tiene sed, Emecé (1985) |
| 951   | Finlande                                                              | National                        | (ISBN 951-0-11369-7) Sinikka Laine, Ohari, WSOY (1982) |
| 952   | Finlande                                                              | National                        | (ISBN 952-471-294-6) J. Pekka Mäkelä, 391, Like (2004) |
| 953   | Croatie                                                               | National                        | (ISBN 953-157-105-8) Višnja Špiljak & Vladimir Ivir (eds.), Englesko-hrvatski poslovni rječnik, Masmedia (2000) |
| 954   | Bulgarie                                                              | National                        | (ISBN 954-430-603-X) Ташо В. Ташев, Министрите на България 1879-1999, Академично издателство "Проф.Марин Дринов" (1999) |
| 955   | Sri Lanka                                                             | National                        | (ISBN 955-20-3051-X) මාලිංග අමරසිංහ, පොළොන්නරුවේ නටබුන්, S. Godage & Bros (1998) |
| 956   | Chili                                                                 | National                        | (ISBN 956-7291-48-9) Ursula & Cristina Calderón, Hai Kur Mamashu Shis (Quiero contarte un cuento), Ediciones Kultrún (2005) |
| 957   | Taïwan                                                                | National                        | (ISBN 957-01-7429-3) 許雪姬 (ed.), 臺灣歷史辭典=Dictionary of Taiwan History, 文建會 (2004) |
| 958   | Colombie                                                              | National                        | (ISBN 958-04-6278-X) Karla Suárez, Carroza para actores, Norma (2001) |
| 959   | Cuba                                                                  | National                        | (ISBN 959-10-0363-3) Lisandro Otero, Llover sobre mojado, Editorial Letras Cubanas (1997) |
| 960   | Grèce                                                                 | National                        | (ISBN 978-960-99626-7-4) Ιωάννης της Κλίμακος, Κλίμαξ, Ιερά Μονή Παρακλήτου (2015) |
| 961   | Slovénie                                                              | National                        | (ISBN 961-6403-23-0) Tomaž Humar, Ni nemogočih poti, Mobitel (2001) |
| 962   | Hong Kong                                                             | National                        | (ISBN 962-04-0195-6) 潘翎, 上海掌故, Joint Publishing Company (1982) |
| 963   | Hongrie                                                               | National                        | (ISBN 963-7971-51-3) András Petőcz, A tenger dícsérete, Orpheusz (1994) |
| 964   | Iran                                                                  | National                        | (ISBN 964-6194-70-2) Nasrollah Kasraian, Mountains of Iran |
| 965   | Israël                                                                | National                        | (ISBN 965-359-002-2) David H. Stern, Messianic Jewish Manifesto, Jewish New Testament Publications (1988) |
| 966   | Ukraine                                                               | National                        | (ISBN 966-95440-5-X); Владимир Дергачев, Геополитика, ВІРА-Р (2000) |
| 967   | Malaisie                                                              | National                        | (ISBN 967-978-753-2) Khoo Kheng-Hor, Are You A Maverick?, Pelanduk Publications (2001) |
| 968   | Mexique                                                               | National                        | (ISBN 968-6031-02-2) Natalio Hernández, Xochikoskatl, Kalpulli Editorial (1985) |
| 969   | Pakistan                                                              | National                        | (ISBN 969-35-2020-3) Ahmad Hasan Dani, History of Pakistan: Pakistan through ages, Sang-e-Meel Publications (2007) |
| 970   | Mexique                                                               | National                        | (ISBN 970-20-0242-7) Lourdes Urrea, Fuera de este mundo, Castillo |
| 971   | Philippines                                                           | National                        | (ISBN 971-8845-10-0) Francisco Sionil José, Po-On, Solidaridad (1984) |
| 972   | Portugal                                                              | National                        | (ISBN 972-37-0274-6) Miguel Esteves Cardoso, A Causa das Coisas, Assírio & Alvim (1986) |
| 973   | Roumanie                                                              | National                        | (ISBN 973-43-0179-9) Paul Goma, Amnezia la români, Editura Litera (1992) |
| 974   | Thaïlande                                                             | National                        | (ISBN 974-85854-7-6) วินทร์ เลียววาริณ, ประชาธิปไตยบนเส้นขนาน, บริษัท 113 (1994) |
| 975   | Turquie                                                               | National                        | (ISBN 975-293-381-5) Türkçe Sevmek: Türkiye'de Yaşayan Yabancı Kadınların Gözüyle Türkler, Doğan Kitap (2005) |
| 976   | CARICOM                                                               | Zone                            | (ISBN 976-640-140-3) Joyce Sparer Adler, Exploring the Palace of the Peacock: Essays on Wilson Harris, University of the West Indies Press (2003)                                                                                               |
| 977   | Égypte                                                                | National                        | (ISBN 977-734-520-8) |
| 978   | Nigeria                                                               | National                        | (ISBN 978-37186-2-2) Jeff Unaegbu, This Lagos Nawa, Prize Publishers (2005) |
| 979   | Indonésie                                                             | National                        | (ISBN 979-553-483-1) Toeti Heraty, Nostalgi, transendensi, Gramedia Widiasarana Indonesia (1995) |
| 980   | Vénézuéla                                                             | National                        | (ISBN 980-01-0194-2) Luis Felipe Ramón y Rivera, La Poesía folklórica de Venezuela Monte Avila (1992) |
| 981   | Singapour                                                             | National                        | (ISBN 981-3018-39-9) Dato' Sham Sani (ed.), The Encyclopedia of Malaysia (vol. 1), Archipelago Press (1998) |
| 982   | Pacifique sud                                                         | Zone                            | (ISBN 982-301-001-3) Anirudh Singh, Silent Warriors, Fiji Institute of Applied Studies (1991) |
| 983   | Malaisie                                                              | National                        | (ISBN 983-52-0157-9) Mohaini Mohamed, Great Muslim Mathematicians, Penerbit Universiti Teknologi Malaysia (2000) |
| 984   | Bangladesh                                                            | National                        | (ISBN 984-458-089-7) নির্মলেন্দু গুণ, আনন্দউদ্যান, সমেয়া প্রকাশনা (1995) |
| 985   | Biélorussie                                                           | National                        | (ISBN 978-985-6740-48-3) Larysa Hienijuš, Каб вы ведалі: З эпісталярнай спадчыны (1945-1983), Лімарыус (2005) |
| 986   | Taïwan                                                                | National                        | (ISBN 986-417-191-7) 黃效文, 自然在心/Nature at heart, Commonwealth Publishing Group (2003) |
| 987   | Argentine                                                             | National                        | (ISBN 987-98184-2-3) Claudio Canaparo, Ciencia y escritura, Zibaldone Editores (2003) |
| 988   | Hong Kong                                                             | National                        | (ISBN 978-988-00-3827-3) David Bunton, More Common English Errors in Hong Kong, Pearson Education Asia (2011) |
| 989   | Portugal                                                              | National                        | (ISBN 978-989-758-246-2) Proceedings of the 13th International Conference on Web Information Systems and Technologies, SciTePress (2017) |
| 9920  | Maroc                                                                 | National                        | |
| 9921  | Koweït                                                                | National                        | |
| 9922  | Irak                                                                  | National                        | |
| 9923  | Jordanie                                                              | National                        | |
| 9924  | Cambodge                                                              | National                        | |
| 9925  | Chypre                                                                | National                        | |
| 9926  | Bosnie-Herzégovine                                                    | National                        | |
| 9927  | Qatar                                                                 | National                        | |
| 9928  | Albanie                                                               | National                        | (ISBN 978-9928400529) Idlir Azizi, Terxhuman, Zenit Editions (2010) |
| 9929  | Guatémala                                                             | National                        | (ISBN 978-9929801646) Héctor Gaitán A., La Calle: Donde tú vives (vol. 8), Librerías Artemis Edinter (2011) |
| 9930  | Costa Rica                                                            | National                        | (ISBN 978-9930943106) Luis Carlos de Rojas Rojas, Cuentos del Bosque, de la Ciudad y del Espacio, Matfacil (2011) |
| 9931  | Algérie                                                               | National                        | |
| 9932  | Laos                                                                  | National                        | |
| 9933  | Syrie                                                                 | National                        | (ISBN 978-9933101473) (2010) نزار أباظة ، العربــية لغير أبنائها ، القسم الثاني |
| 9934  | Lettonie                                                              | National                        | (ISBN 978-9934015960) Žanna Grāfa, Fantastiskas zeķes: Ātri un stilīgi, Zvaigzne ABC (2010) |
| 9935  | Islande                                                               | National                        | |
| 9936  | Afghanistan                                                           | National                        | |
| 9937  | Népal                                                                 | National                        | |
| 9938  | Tunisie                                                               | National                        | (ISBN 978-9938-01-122-7) Hédi Baccouche, En toute franchise, Sud Éditions (2018) |
| 9939  | Arménie                                                               | National                        | |
| 9940  | Monténégro                                                            | National                        | |
| 9941  | Géorgie                                                               | National                        | |
| 9942  | Équateur                                                              | National                        | |
| 9943  | Ouzbékistan                                                           | National                        | |
| 9944  | Turquie                                                               | National                        | |
| 9945  | République dominicaine                                                | National                        | |
| 9946  | Corée du Nord                                                         | National                        | |
| 9947  | Algérie                                                               | National                        | |
| 9948  | Émirats arabes unis                                                   | National                        | |
| 9949  | Estonie                                                               | National                        | |
| 9950  | Palestine                                                             | National                        | |
| 9951  | Kosovo                                                                | National                        | |
| 9952  | Azerbaïdjan                                                           | National                        | |
| 9953  | Liban                                                                 | National                        | |
| 9954  | Maroc                                                                 | National                        | |
| 9955  | Lituanie                                                              | National                        | |
| 9956  | Cameroun                                                              | National                        | |
| 9957  | Jordanie                                                              | National                        | |
| 9958  | Bosnie-Herzégovine                                                    | National                        | |
| 9959  | Libye                                                                 | National                        | |
| 9960  | Arabie saoudite                                                       | National                        | |
| 9961  | Algérie                                                               | National                        | |
| 9962  | Panama                                                                | National                        | |
| 9963  | Chypre                                                                | National                        | (ISBN 9963-645-06-2) Παύλος Ευδοκίμωφ, Η τρελή αγάπη του Θεού, Κέντρο Μελετών Ιεράς Μονής Κύκκου (2003) |
| 9964  | Ghana                                                                 | National                        | |
| 9965  | Kazakhstan                                                            | National                        | |
| 9966  | Kenya                                                                 | National                        | |
| 9967  | Kirghizistan                                                          | National                        | |
| 9968  | Costa Rica                                                            | National                        | |
| 9970  | Ouganda                                                               | National                        | |
| 9971  | Singapour                                                             | National                        | |
| 9972  | Pérou                                                                 | National                        | |
| 9973  | Tunisie                                                               | National                        | |
| 9974  | Uruguay                                                               | National                        | |
| 9975  | Moldavie                                                              | National                        | |
| 9976  | Tanzanie                                                              | National                        | |
| 9977  | Costa Rica                                                            | National                        | |
| 9978  | Équateur                                                              | National                        | |
| 9979  | Islande                                                               | National                        | |
| 9980  | Papouasie-Nouvelle-Guinée                                             | National                        | |
| 9981  | Maroc                                                                 | National                        | |
| 9982  | Zambie                                                                | National                        | |
| 9983  | Gambie                                                                | National                        | |
| 9984  | Lettonie                                                              | National                        | |
| 9985  | Estonie                                                               | National                        | |
| 9986  | Lituanie                                                              | National                        | (ISBN 9986-16-329-3) Jurga Ivanauskaitė, Pakalnučių metai, Tyto alba (2014) |
| 9987  | Tanzanie                                                              | National                        | |
| 9988  | Ghana                                                                 | National                        | |
| 9989  | Macédoine                                                             | National                        | |
| 99901 | Bahreïn                                                               | National                        | |
| 99902 | Réservé (anc. Gabon)                                                  | National                        | |
| 99903 | Maurice                                                               | National                        | |
| 99904 | Curaçao (anc. Antilles néerlandaises et Aruba)                        | National                        | |
| 99905 | Bolivie                                                               | National                        | |
| 99906 | Koweït                                                                | National                        | |
| 99908 | Malawi                                                                | National                        | |
| 99909 | Malte                                                                 | National                        | |
| 99910 | Sierra Leone                                                          | National                        | |
| 99911 | Lesotho                                                               | National                        | |
| 99912 | Botswana                                                              | National                        | |
| 99913 | Andorre                                                               | National                        | |
| 99914 | Suriname                                                              | National                        | |
| 99915 | Maldives                                                              | National                        | |
| 99916 | Namibie                                                               | National                        | |
| 99917 | Brunei                                                                | National                        | |
| 99918 | Îles Féroé                                                            | National                        | |
| 99919 | Bénin                                                                 | National                        | |
| 99920 | Andorre                                                               | National                        | |
| 99921 | Qatar                                                                 | National                        | |
| 99922 | Guatémala                                                             | National                        | |
| 99923 | El Salvador                                                           | National                        | |
| 99924 | Nicaragua                                                             | National                        | |
| 99925 | Paraguay                                                              | National                        | |
| 99926 | Honduras                                                              | National                        | |
| 99927 | Albanie                                                               | National                        | |
| 99928 | Géorgie                                                               | National                        | |
| 99929 | Mongolie                                                              | National                        | |
| 99930 | Arménie                                                               | National                        | |
| 99931 | Seychelles                                                            | National                        | |
| 99932 | Malte                                                                 | National                        | |
| 99933 | Népal                                                                 | National                        | |
| 99934 | République dominicaine                                                | National                        | |
| 99935 | Haïti                                                                 | National                        | |
| 99936 | Bhoutan                                                               | National                        | |
| 99937 | Macao                                                                 | National                        | (ISBN 978-99937-1-056-1) Lúcio de Sousa, The Early European Presence in China, Japan, the Philippines and Southeast Asia (1555-1590) - The Life of Bartolomeu Landeiro, Fundação Macau (2010)                                                   |
| 99938 | République serbe                                                      | National                        | |
| 99939 | Guatémala                                                             | National                        | |
| 99940 | Géorgie                                                               | National                        | |
| 99941 | Arménie                                                               | National                        | |
| 99942 | Soudan                                                                | National                        | |
| 99943 | Albanie                                                               | National                        | |
| 99944 | Éthiopie                                                              | National                        | |
| 99945 | Namibie                                                               | National                        | |
| 99946 | Népal                                                                 | National                        | |
| 99947 | Tadjikistan                                                           | National                        | |
| 99948 | Érythrée                                                              | National                        | |
| 99949 | Maurice                                                               | National                        | |
| 99950 | Cambodge                                                              | National                        | |
| 99951 | Réservé (anc. République démocratique du Congo)                       | National                        | |
| 99952 | Mali                                                                  | National                        | |
| 99953 | Paraguay                                                              | National                        | |
| 99954 | Bolivie                                                               | National                        | |
| 99955 | République serbe                                                      | National                        | |
| 99956 | Albanie                                                               | National                        | |
| 99957 | Malte                                                                 | National                        | |
| 99958 | Bahreïn                                                               | National                        | |
| 99959 | Luxembourg                                                            | National                        | |
| 99960 | Malawi                                                                | National                        | |
| 99961 | El Salvador                                                           | National                        | |
| 99962 | Mongolie                                                              | National                        | |
| 99963 | Cambodge                                                              | National                        | |
| 99964 | Nicaragua                                                             | National                        | |
| 99965 | Macao                                                                 | National                        | (ISBN 978-99965-2-047-1) 宋錫祥 Song Xixiang, 莊金鋒 Zhuang Jinfeng et al., "一國兩制"與中國區際民商事司法協助 "One Country, Two Systems" and Regional Civil and Commercial Judicial Assistance in China, Instituto Politécnico de Macau (2012) |
| 99966 | Koweït                                                                | National                        | |
| 99967 | Paraguay                                                              | National                        | |
| 99968 | Botswana                                                              | National                        | |
| 99969 | Oman                                                                  | National                        | |
| 99970 | Haïti                                                                 | National                        | |
| 99971 | Myanmar                                                               | National                        | |
| 99972 | Îles Féroé                                                            | National                        | |
| 99973 | Mongolie                                                              | National                        | |
| 99974 | Bolivie                                                               | National                        | |
| 99975 | Tadjikistan                                                           | National                        | |
| 99976 | République serbe                                                      | National                        | |
| 99977 | Rwanda                                                                | National                        | |
| 99978 | Mongolie                                                              | National                        | |
| 99979 | Honduras                                                              | National                        | |
| 99980 | Bhoutan                                                               | National                        | |
| 99981 | Macao                                                                 | National                        | |
| 99982 | Bénin                                                                 | National                        | |

## ISBN-13/979
Le code ISBN-13 avec 979 pour préfixe sera mis en œuvre progressivement à mesure des besoins. On sait déjà que les codes de Domaine seront différents pour l'ISBN préfixé 979. Selon l'AFNIL (Agence Francophone pour la Numérotation Internationale du Livre), les code-éditeurs seront également différents.
À ce jour, quatre codes nationaux ont été attribués. De plus le code 0 est réservé pour les partitions musicales (International Standard Music Number).
| Code | Domaine             | Type (National, Zone ou Langue) | Exemple d'ISBN (information bibliographique)                                                                                  |
| ---- | ------------------- | ------------------------------- | --- |
| 0    | Musique             | sans objet                      | |
| 8    | États-Unis          | National                        | (ISBN 979-8-6024-0545-3) Julia Clemens, Sunset on Whisling Island (2020)                                                      |
| 10   | France              | National                        | (ISBN 979-10-90636-07-1) Hélène Dubouis, Les Jeunes dans la société, Éditions des Citoyens                                    |
| 11   | République de Corée | National                        | (ISBN 979-11-86178-14-0) Edward Y. J. Chung, Korean Confucianism: Tradition and Modernity. Académie d'études coréennes (2015) |
| 12   | Italie              | National                        | (ISBN 979-12-200-0852-5) Lorenzo Pacini, L'arte la vita e un pizzico di Van Gogh, Edizioni d'Arte (2016)                      |